# Пізнання історичне
Пізнання історичне, гносеологія історична, епістемологія історична — сукупність процесів, процедур і методів отримання знань про минулу людську дійсність. Історичне пізнання базується на загальній теорії пізнання, є частиною теоретичної складової історичної науки і в поєднанні з історичною онтологією (філософія історії) відображає колективну історичну свідомість у певні епохи та періоди й визначає створення тлумачно-інтерпретаційних моделей минулого для історичної науки (див. Методологія історії). Специфікою історичного пізнання, як і пізнання загалом, є рефлексія (самопізнання), що передбачає внутрішню критику процесу отримання знань, а також процес сприйняття та впорядкування досвіду минулого з метою тлумачення цього досвіду сучасністю і визначення засобів отримання нових знань. Це визначається темпоральною динамікою розвитку історичної науки й створює можливості для світоглядного та методологічного переосмислення історичних знання з позицій сучасності. Історичне пізнання нерозривно пов'язане з історичною свідомістю, яка існує не як функція індивідуально пережитого досвіду і його розумового переосмислення, а як загальнозначуще знання певного суспільства і його колективний досвід, виступаючи вагомим структурним елементом культури. Історичне пізнання виконує важливу соціальну функцію — створення необхідних умов для культурного, соціально-етнічного самовизначення народу, усвідомлення ним своєї ідентичності, яка відрізняється від інших етнічних спільнот, та його місця у світовому історичному процесі. Фундаментальними категоріями, поняттями й проблемами історичного пізнання є: об'єктивність і суб'єктивність, сучасність та історія, розуміння й пояснення, індивідуальне і універсальне, історичний факт, подія та структура, пам'ять і спогади, часові пласти, синхронність та діахронність, причинність в історії, детермінізм в історії, вибір об'єктів пізнання тощо. Відповідно до розробки цих категорій та проблем виділяють 3 напрями, чи традиції історичного пізнання: герменевтично-діалектичний, аналітичний і наративно-лінгвістичний. Перші два сформувалися в 2-й пол. 19 ст. і зберігають свої міцні позиції в сучасному історичному пізнанні, а останній набув популярності з 1970-х роках і більше відомий під назвою «лінгвістичний поворот», чи «постмодернізм в історичній науці».

## Об'єктивність і суб'єктивність
Гносеологічна антитеза об'єктивності (правдивості) й суб'єктивності (релятивності, відносності) історичного пізнання з часів античності була предметом гострих дискусій, оскільки визначала статус історичного знання — раціональної наукової дисципліни чи мистецтва («ars historica»). Починаючи від Марка Туллія Цицерона і Лукіана Самосатського, історикам висувалася вимога неупереджено, аполітично і правдиво (дзеркально) відображати діяння людей («res gestae»). Вона живилася переконанням про повторюваність подій у минулому, сучасному й майбутньому, а отже, історія мала виконувати функцію прикладу-настанови та прикладу-застереження для сучасників і, відповідно, емпіричний досвід свідків своєї доби з точки зору теорії пізнання виступав основою всіх історій, які фактично були історією сучасності. Проте помічені суперечності між дійсною історією та її мовною фіксацією породжували сумніви в істинності висловлювань істориків, зараховуючи їхні твори до жанру літератури, підпорядковуючи історію риториці. Гносеологічний прорив відбувся у 18 ст. завдяки усвідомленню того, що відтворення подій минулого у всій сукупності їхніх взаємозв'язків неможливе, оскільки реальна картина минулого змінюється і під час народження розповіді про нього, і під час більш пізнього зображення, що породжується статусом свідка й історика, часом і місцем його перебування. Відповідно можуть існувати різні історії, а рецептом проти звинувачень історика в упередженості має бути чітке визначення ним своїх позицій. Прискорення плину часу з епохи Французької революції кінця 18 століття і наполеонівських війн змінило значення минулого досвіду для сучасності, яке віднині не може слугувати засобом настанови-застереження (теперішнє минуле), а виступає у формі завершеного минулого, яке дає можливість зрозуміти сучасне, породжене накопиченим досвідом. Історичний досвід не є абсолютом і об'єктивно даним сучасникам, а змінюється з часом і є осмисленням причинно-наслідкових зв'язків минулого з актуальної для сучасності точки зору. А отже, для того, щоб минуле стало предметом історичного розгляду, воно повинно бути «відчужене» від сучасного і віднесено до іншого часового плану — до іншої дійсності (Б.Успенський). Цей трансцендентальний переворот створив умови для виникнення історичної науки в сучасному розумінні — вона стала наукою, яка досліджує завершене минуле, керуючись чітко розробленими методами критики джерел, елементами наукової рефлексії, що складають основу її раціональності й зближують з іншими науковими дисциплінами. Водночас навіть сувора критика джерел і виявлення в них конкретного змісту історії не забезпечували абсолютної реконструкції минулого — «як насправді відбулося», за знаменитою вимогою Леопольд фон Ранке. Історики не могли відмовитися від інтерпретацій, де «факт» минулого вміщувався в контекст суджень. Відсутність суджень, навіть на думку такого противника упередженості в науці, як Георг Гегель, робила історію менш цікавою.
Зміна статусу науки в суспільстві 19 ст., яка в умовах прогресу повинна була практично сприяти його прискоренню в матеріально-технічній сфері, загострила дискусію про відносність історичного знання, розвівши її учасників на два полюси: «об'єктивістів» — прихильників запозичення історичною наукою методів природничих наук — і «суб'єктивістів», котрі обстоювали своєрідну пізнавальну стратегію історії. Адепти позитивістської філософії (див. Позитивізм в історичній науці) під впливом стрімкого розвитку природничих наук відродили стару вимогу часів картезіанської критики історії про необхідність надати їй статусу точних наук, які керуються т. зв. генералізуючою пізнавальною стратегією (виявлення закономірностей) і об'єктивно пізнають природний світ. «Знати, щоб передбачити і передбачити, щоб діяти» — ця формула О.Конта мала перетворити історію на науку про суспільство з індуктивно-дедуктивною пізнавальною стратегією і загальнологічними методами класифікації, аналізу, синтезу. Представники романтичної історіографії та ідеалістичної філософії наголошували на вірогіднісному характері історичного пізнання в силу його специфічності (ідея «індивідуальності»), додаючи до аргументів про перспективну зумовленість свідчень джерел та їхню неповноту твердження про вплив сучасності на відтворення минулого. Теперішнє як акумульований і переосмислений досвід минулого та прискорення плину часу в умовах постійного прогресу приводять до зміни інтересу істориків, які засобами минулого дають змогу сучасникам зрозуміти їхнє сьогодення, — історик «повинен бути природним поборником прогресу» (Г.Гервінус). Неминуча зміна поглядів на минуле зумовлена «поступальним розвитком часу, який підносить того, хто живе в цьому часі, до позиції, з якої відкривається нова панорама минулого і яка спонукає до нових суджень про нього» (Й.-В.Гете). Невипадково автор першої систематизованої праці з теоретико-пізнавальних проблем історії 19 ст. Йоганн Густав Дройзен твердив, що завданням істориків є не відновлення минулого, а пошук в ньому латентних елементів сучасного, оскільки дослідження історика є одночасно «і збагачення сучасного, і відкриття, і пояснення минулих часів», що, у свою чергу, передбачає різні погляди та підходи. На початку 20 ст. антитеза суб'єктивності і об'єктивності історичного дослідження отримала новий імпульс у теорії формальної історії Макса Вебера, котрий наполягав на тому, що остаточна реконструкція минулої дійсності під кутом зору певної генералізуючої теорії (системи законів) неможлива, оскільки історія належить до явищ культури, яка пов'язана з ідеєю цінності: «Є науки, яким дарована вічна молодість, і до них належать всі історичні дисципліни. Перед ними у вічному русі культури весь час виникають нові постановки проблем». А отже, історик неминуче приступає до дослідження з певних «відправних точок», які сформовані в нього і наперед задані. У середині 20 ст. дискусія знову набула обертів з боку представників аналітичної філософії (теорія охоплюючих законів в історичній науці Гемпеля—Нагеля) з огляду на домінуючу у світі соціально-орієнтовану модель історіографії та загальну тенденцію до поглибленої розробки проблем філософії і методології науки. Спектр дискусії коливався від поміркованого визнання складності досягнення об'єктивного пізнання в соціальних науках та історії (Карл Поппер, Поль Рікер) до крайнього когнітивного релятивізму Пола Фейєрабенда, котрий твердив, що не існує жодних методологічних правил у науковому дослідженні. Саме це дало можливість наприкінці 20 ст. прихильникам постмодернізму заявити, що історія не є наукою, а літературним і мистецьким жанром (Ф.Анкерсміт, П.Вен). У сучасній істор. науці проблема відносності історичного знання втратила свою актуальність, оскільки визначається специфічним характером історичного пізнання, чий об'єкт набагато складніше піддається систематизації, ніж у природничих науках, ґрунтовно розробленими методами критики джерел, правил верифікації, вимогою використання теоретичних конструкцій та формулювання дослідницьких гіпотез.

## Категорії «розуміння» та «пояснення» в історії
Не менш дискусійними були й категорії «розуміння» та «пояснення» в історії. Їхнє протиставлення в 19 ст. забезпечувало обґрунтування різної пізнавальної стратегії історика і природознавця, де перший намагається досліджувати індивідуальні, однократні й неповторні явища людського минулого з метою їх розуміння через чуттєве проникнення в чужу епоху, культуру й свідомість акторів, а другий — відволікається від індивідуальних особливостей досліджуваних предметів заради виявлення типового і загального. Класичні формулювання цього протистояння: «Ми пояснюємо природу, але ми розуміємо людину» (В.Дільтей), «наш метод є розуміння шляхом дослідження» (Й.-Г.Дройзен). А отже, і встановлення «каузальних регулярностей» не потрібне, бо кожна людина несе в собі історичний досвід, достатній для розуміння іншого. В історії використовується т. зв. фіналістське, або телеологічне пояснення — спроба трактувати факти у термінах намірів, цілей, прагнень. Баденська школа неокантіанства розвинула далі дихотомію між поясненням і розумінням у наступному формулюванні: метод історичних наук є індивідуалізуючим, а метод природознавства — генералізуючим, обґрунтувавши це різною природою утворення понять. Тенденція до зближення, узгодження й взаємозбагачення методів суспільних і природничих наук, яка була характерна для гносеології наприкінці 19 ст., частково зняла напругу в дискусії, проте категорія «розуміння» залишалася визначальною особливістю історичного пізнання для Макса Вебера. Вебер встановлював рівноправність між раціональним (каузальним) поясненням в історії шляхом виділення тієї частини індивідуальної дійсності, яка володіє[джерело?] культурною значущістю, і розумінням, оскільки мета історика полягає не тільки у тому, щоб «конституювати поведінку людей, а й зрозуміти її». Відродження неопозитивізму (логічний позитивізм) у міжвоєнний період та розвиток аналітичної філософії в середині 20 ст., яка спочатку основну увагу приділяла природничо-науковому пізнанню, знову актуалізували проблему каузального пояснення в історії. Теорія охоплюючого закону К.Гемпеля (дедуктивно-номологічна і індуктивно-вірогіднісна моделі) поверталася до методологічного монізму класичного позитивізму й використання в історичному пізнанні каузального пояснення, в якому індивідуальні випадки підводилися під загальні закони «природи людини». Проте в рамках аналітичної філософії теорія охоплюючого закону була піддана критиці В.Дреєм, котрий запропоновував т. зв. раціональне пояснення в історії, суть якого полягала у тому, що пояснити деяку подію означало показати, що вона була відповідною, раціональною в даному конкретному випадку. Розвиваючи теорію наукового пояснення, Георг фон Врігт із позицій філософії дій запропонував використовувати в історії т. зв. квазікаузальне пояснення (інтенціоналістське), в якому головна увага приділялася вивченню мотиваційного механізму зв'язку між подіями, дія якого приводила до деяких практичних висновків. Історичні події «роблять можливими» наступні події, коли вони змінюють інтенції (цілі й наміри) акторів, оскільки дають можливість для нових дій. Цілком очевидно, що квазікаузальне пояснення розвивало герменевтичну традицію в історичному пізнанні., де розуміння історичних подій передбачало виявлення «взаємодії вольових актів» і складало основу «психологічної інтерпретації» (Й.-Г.Дройзен). Загалом можна констатувати, що дискусія і розвиток структурного аналізу в рамках філософської герменевтики (текстуальна полісемія) сформували ясне усвідомлення того, що ці дві пізнавальні категорії в історичному пізнанні не є альтернативними, а взаємно доповнюють одна одну — «розуміння передбачає пояснення тією мірою, в якій пояснення розвиває розуміння», а в історичній науці використовуються різні типи пояснення (Поль Рікер). У рамках нарративно-лінгвістичної парадигми історичного пізнання проблема пізнання та пояснення була перенесена в площину історичного нарративу і суб'єктивного сприйняття історика, оскільки історичний факт має лише лінгвістичне існування (Р.Барт). Перш ніж історик зможе підпорядкувати історичні дані поняттям, які він використовує для реконструкції й пояснення минулого, він повинен «передфігурувати» відповідне поле дослідження — тобто сконструювати його як об'єкт ментального сприйняття (Х.Вайт). Це дає можливість створити т. зв. наративні субстанції — образи минулого, які виникають у свідомості історика і є єдиними референтами істор. викладу (Ф.Анкерсміт). Тим самим створюється «ефект реальності», за допомогою якого історія виступає у формі дискурсу про зовнішній світ.

## Категорії «індивідуального» та «універсального»
Категорія «індивідуального» як позначення неповторних і однократних подій минулого була характерною ознакою класичного історизму 19 ст. і поряд із категорією «розуміння» складала основу герменевтично-діалектичної традиції історичного пізнання. Визначальний поштовх здійснив романтизм, який протиставив абстрактному і раціоналістичному пізнанню Просвітництва індивідуалізований погляд на «конкретно-життєве в усіх історичних утвореннях культурної діяльності людини», що дало можливість «критично заново формувати із всебічно досліджених даних життєвий зв'язок минулих подій» (В.Віндельбанд). Критичний, філолого-історичний метод (Б.-Г.Нібур) та «історична школа права» (Ф.Савін'ї, К.Ейхгорн) розробили правила критики джерел і концепцію органічних проявів народного духу в доступних для емпіричного розгляду формах. Л. фон Ранке сформував завдання досліджувати «індивідуальне життя в історії», проявами якого, на думку В.Гумбольдта, є «ідеї» як рушійні сили історії, що відображаються в людських індивідуумах, націях, мовах, праві. Минулі події виступали як «індивідуальні реальності» та володіли двома ознаками — темпоральністю (ідея плину часу) і миттєвістю (Р.-К.Арон). Отже, фактами, з якими історик має справу, визначалися наслідки вольових дій акторів у історії, які виступали у формі подій та умов їх виникнення (Й.-Г.Дройзен). Понятійна плутанина часто виникала (існує і в сучасній історичній епістемології) з визначеннями «подія», «факт» і «історичний факт», демонструючи тим самим їхню когнітивну важливість для історичної науки. «Під подіями можна розуміти пов'язаний ланцюг випадків (епізодів), який від початку до кінця усвідомлюється сучасниками як смислова єдність в рамках певного часу. І тому може „розповідатися“ істориком також у категоріях хронологічної послідовності» (Ю.Кокка). Події характеризуються також тим, що вони не виходять за межі сфери досвіду їх учасників та очевидців, які можна зареєструвати хронологічно. Події викликаються або співпереживаються акторами, котрі реально існували в історії. Е.Мейер вважав «історичними фактами» лише ті факти минулої дійсності, які мали наслідки. Полемізуючи з ним, М.Вебер зазначав, що всі факти минулого мали причинно-наслідковий зв'язок, але історичними вони стають, лише виходячи з «інтересу» історика, який через процедуру «віднесення до цінності» актуалізує їхнє значення для сучасності. Зрештою, ще Марк Туллій Цицерон завершував свою знамениту фразу «Historia magistra vitae» словами — «якій лише голос оратора надає безсмертя» («Про оратора», II, 9), переконуючи тим самим, що тільки та частина минулої дійсності стала історією, яка була включена істориком у його реконструкцію. У сучасних дискусіях із представниками нарративно-лінгвістичної парадигми історичного пізнання, які переконують, що факт — це мислительна конструкція історика (Х.Вайт), поняття «історичного факту» пов'язується з інтерпретацією, внаслідок того значення, яке їм надає історик (Р.Еванс, Дж. Тош). «Питання конструює історичний об'єкт, ніби вирізаючи його з нескінченного універсуму можливих фактів і документів» (А.Прост). П.Нора, говорячи про важливі події в історії, твердить: «Факт, що вони відбулися, робить їх лише історичними. Проте, щоб мова йшла про подію, потрібно, щоб вона стала відомою». При цьому він виділяє «події-заснування» — іноді маловідові чи малопомітні тоді, коли вони відбувалися, але майбутнє яким визначило функцію знакових за їх подальшим впливом, і «події-спектаклі» — у ході яких практично нічого не відбувалося, проте які із самого початку були наділені глибоким символічним змістом і стали надбанням історичної пам'яті.
Очевидно, що в герменевтично-діалектичній традиції історичного пізнання категорія «індивідуальність» означала не тільки подію в синхронно-діахронному вимірі, а й триваліші в часі утворення. Наприклад, Л. фон Ранке наполягав на тому, що «кожна епоха повинна бути розглянута як дещо, що має цінність саме по собі». Індивідуальне, однократне і неповторне в історії як предмет дослідження повинно було розглядатися в контексті — «щоб оцінити цей хід речей, необхідно розуміти історію в її контекстах» (Й.-Г.Дройзен). Із розвитком соціально-орієнтованих моделей історіографії в 20 ст. «умови» і «контекст» були об'єднані в понятті «структура». Визначальною відмінністю між «подіями» і «структурами» є їхня темпоральна особливість. Короткотривала діахронна структура подій складається з початкової фази, кульмінації і завершеності. Структури та зміни, натомість, позначають більшу тривалість у часі та більшу сталість, а тому можуть бути в часовому вимірі емпірично реальними, якщо їхні часові відрізки не виходять за межі колективної пам'яті покоління (середньотривалі), або ж інтерсуб'єктивними і надіндивідуальними, якщо їхня часова протяжність не вписується в хронологічні межі співіснуючих у часі поколінь (довготривалі). Рівень структур та подій є взаємозалежним — події уможливлюються структурними передумовами і, водночас, структури виявляються, усвідомлюються і проявляються лише в середовищі подій («перехрещення подій і структур»). Відповідно — про події можна лише розповідати, а структури — лише описувати (Райнгарт Козеллек).
Розвиток із 2-ї пол. 18 ст. філософії історії змінив бачення взаємозв'язку між одиничним (індивідуальна подія) і загальним (загальна історія, універсальна історія). Філософське осмислення історії спричинило перехід від «загальної історії» як сукупності одиничних історій до «всесвітньої історії» як системи. Вагомим кроком на цьому шляху була філософсько-історична концепція Г.-В.Геґеля з її ключовими категоріями «прогрес в усвідомленні свободи» і «держава» як абсолют і синтез, навіть попри підкреслене дистанціювання істориків від її метафізичних положень. А отже, і дієвим залишалося правило: «Історіограф, гідний цього звання, має уявляти кожну подію як частину сукупного або ж вміти розпізнати в ній контури історії в цілому» (В.Гумбольдт). Така вимога, поряд з особливою увагою до пізнавальної категорії розуміння, вводила історичне пізнання в коло герменевтики, яка відтоді стала основою історичної науки: «Кожний окремий текст не є для історика самоцінним, а служить лише джерелом, тобто проміжним матеріалом для пізнання історичного взаємозв'язку, і в цьому плані він нічим не відрізняється від усіх інших німих рештків минулого» (Ганс-Георг Гадамер). Проте герменевтика історична як загальний принцип історичної науки вступала у суперечність з головною ідеєю класичного історизму та її вираженням у формі подієвої історії — індивідуальністю, однократністю і короткою тривалістю події, яка базувалася на переконанні, що індивід є кінцевим носієм історичних змін. Спроби подолати цю апорію здійснювалися кількома шляхами: створенням т. зв. всесвітніх історій (Л. фон Ранке, М. Н. Петров, Робін Джордж Коллінґвуд, Карл Ясперс, С.Хантінгтон та ін.) «зміною масштабу» розгляду (Поль Рікер) в умовах розвитку соціально-орієнтПоль Рікерованих моделей історичної науки 20 ст. від «тотальної історії» французької школи Анналів, «серійної історії» квантитативних моделей історіографії, «структурної історії» з підкресленим інтересом до процесів та зв'язків, «глобальної історії» останніх десятиріч з акцентом на транснаціональні і транскультурні обміни та взаємозбагачення до «мікроісторії» й «історії повсякдення», котрі намагаються повернутися до антропологічного виміру історії та події як основи історичного нарративу. Різні масштаби в історичного пізнання дають змогу виявити нову інформацію про минуле, яка змінюється залежно від рівнів організації соціальної структури.

## Проблема втрати історичної пам'яті
Наприкінці 20 ст. важливе місце в історичній епістемології посіла проблема втрати (дискретність) історичної пам'яті суспільством, що стало наслідком ґрунтовних соціальних змін під впливом стрімкого науково-технічного прогресу, розвитку інформаційних технологій та процесу глобалізації загалом. У спектрі обговорення можна виділити два напрями: 1) «пам'ять (індивідуальна і колективна) та історія», який зосереджується на питаннях фіксації, «архівації» пам'яті в сучасних соціально різнорідних суспільствах («місця пам'яті», П.Нора) та засобів її репрезентації історичної науки; 2) «пам'ять і спогади», увага якого спрямована на епістемологічні проблеми у межах теорії пам'яті («ars memoria») у традиціях Гуссерля, М.Хальбвакса, Ф.Єтса і Рікера. Пам'ять є індивідуальною, колективною, вона стає як надбання спільно пережитого досвіду співіснуючих у часі поколінь, проте є різною, оскільки виражає досвід різних соціальних груп суспільства, формується як переосмислений колективний досвід минулого і живиться «місцями пам'яті» (lieux de mémoire), які служать опорними пунктами для спогадів і «мовчазної заміни втраченої пам'яті» (Рікер). На відміну від неї «пам'ять-історія», у вигляді впорядкованої і трансформованої колективної пам'яті, сакральна і міфологізована за своєю суттю, оскільки спрямована на збереження позитивного і забуття негативного в минулому націй і держав. Критична функція історичної науки спрямована на делегітимізацію «пам'яті-історії», а її інтерес до «місць пам'яті» (див. Історія культур пам'яті) зумовлений тим, що вони є зафіксованими залишками колективної пам'яті. Містком для переходу від індивідуальної пам'яті до історії є множинні спогади, котрі поділяються на «первинні спогади» (ретенція) і на «вторинні спогади» (репродукція), які відрізняються наявним між ними часовим відрізком. І якщо первинний спогад базується на чуттєвому сприйнятті і являє собою презентацію згадуваного об'єкта, то вторинний спогад відтворює об'єкт через певний часовий проміжок у вигляді минулого, даного в сучасному.

## Сучасний стан розвитку історичної науки
Сучасний стан розвитку історичної науки характеризується багатовекторним дослідженням минулого, поєднанням різних підходів, які формують численні історіографічні напрями: глобальну історію, інтелектуальну історію, нову культурну історію, мікроісторію, історію повсякдення, гендерні дослідження тощо. Вони висувають нові проблеми перед історичною епістемологією, і на зміну традиційним категоріям П.і. приходять нові: ментальність, сприйняття, репрезентація, нарративні конструкції, мислення історика тощо. Помітною тенденцією стала участь в обговоренні й розв'язанні проблем П.і. самих істориків, які раніше залишалися осторонь цього дисциплінарного поля.